# TNK1
La tirosina proteína quinasa no receptora TNK1 (EC 2.7.10.2) es una enzima que participa en la regulación negativa del crecimiento celular. Tiene propiedades de supresor tumoral. Juega un papel en la regulación negativa de la ruta Ras-MAPK. Puede que participe en las rutas de señalización utilizadas ampliamente durante el desarrollo fetal y más selectivamente en tejidos adultos y en células del sistema linfohematopoyético. Puede que participe específicamente en la transducción de señales por fosfolípidos.
Interacciona con el dominio SH3 de la PLCG1 a través del dominio rico en prolina de TNK1. Tiene como localización celular la membrana periférica. Se expresa en la sangre del cordón umbilical, médula ósea y en subpoblaciones de sangre adulta y en diversas líneas de células leucémicas. Se expresa en un alto nivel en la sangre fetal, cerebro fetal, pulmones fetales, hígado fetal y riñones fetales. Detectada en bajos niveles en la próstata adulta, testículos adultos, ovarios adultos, intestino delgado adulto y colon adulto. No se expresa en los pulmones adultos, hígado adulto, riñones adultos y cerebro adulto.